# 프로젝트 아라
프로젝트 아라(Project Ara)는 구글 안드로이드 개발팀 (과거 모토로라 모빌리티)가 오픈 소스 하드웨어를 기반으로 하여 개발하는 것을 목적으로 한 모듈형 스마트폰 프로젝트이다. 프로젝트에 따르면 사용자는 자신의 스마트폰에 디스플레이, 키보드 또는 여분의 배터리까지 자신이 원하는 부품을 조립하여 결정할 수 있으며, 틀을 무료로 공개해 누구든 모듈(부품 덩어리) 형태의 스마트폰 기기를 개발하거나 판매할 수 있게 할 계획이다. 이 프로젝트를 통해 만약 스마트폰이 고장난다면 고장 모듈만 교환하여 전자 폐기물을 줄일수 있을 것이라 기대한다.
2014년 - 모토로라 모빌리티가 레노버의 모기업이 된 이후로 구글은 선진기술 및 프로젝트(ATAP) 부문은 매각 대상에서 제외했기 때문에 개발팀은 안드로이드 개발팀으로 흡수되어 개발에 있었다
2016년 - 구글이 직접 아라 프로젝트의 파기소식을 매체를 통해 전했고, 2019년 기준으로 공식 웹사이트까지 모두 사라진 상태이다.

## 역사

### 개발
2013년 10월 29일, 기존에 비공개로 진행되었던 이 프로젝트는 모토로라가 공식블로그를 통해 개방형 스마트폰 출시를 목표로 ‘아라 프로젝트’를 1년 전부터 진행 중이라고 밝히면서 공개되었다. 또한 네덜란드 디자이너 데이브 한킨스가 설립한 오픈소스 스마트폰 개발자 커뮤니티 ‘폰블럭(Phonebloks)’와 제휴하기로 했다. 관심있는 개발자, 테스터, 또는 사용자는 홈페이지를 통해 프로젝트에 가입할 수 있다.
프로젝트 자체에서 큰 난항을 겪었다. 프로젝트 매니저가 직접 팀이 작다고 말했다.
2014년 구글 IO에 등장까지 했지만 처음과 다르게 CPU, 스피커, 디스플레이는 탈부착이 불가능 했고, 오직 카메라와, 배터리만 교체가 가능한 상태였다.

## 반응
- 2013년 12월 25일, 모토로라 모빌리티 CEO '데니스 우드사이드'는 “조립식 스마트폰 시제품 준비를 거의 마쳤다”라고 언급하였다.[7]

## 같이 보기
- 폰블록(Phonebloks)